# Capitella perarmata
Capitella perarmata is een borstelworm uit de familie Capitellidae.
De wetenschappelijke naam van de soort werd in 1911 gepubliceerd door Gravier.